# Cloruro di renio(VI)
Il cloruro di renio(VI), o esacloruro di renio, è il composto binario tra renio e cloro con formula ReCl6. Il composto è di interesse accademico, senza usi pratici.

## Sintesi
L'esacloruro di renio fu sintetizzato con certezza per la prima volta nel 1962. Trattando renio metallico in atmosfera di cloro a 600 °C si ottenne un solido scuro, dal quale ReCl6 fu isolato per distillazione in corrente di cloro. In seguito ReCl6 è stato ottenuto anche per reazione tra esafluoruro di renio e tricloruro di boro:
ReF6 + 2BCl3 → ReCl6 + 2BF3

## Struttura e proprietà
In condizioni standard ReCl6 è un solido che forma cristalli aghiformi dicroici, di colore rosso bruno in luce trasmessa e verde scuro in luce riflessa. È facilmente volatile, formando vapori di colore verde.
ReCl6 è un composto molecolare. La molecola ReCl6 ha geometria ottaedrica. Misure di momento magnetico indicano che tra 105 e 294 K è presente un elettrone spaiato, in accordo con la configurazione elettronica 5d1.

## Reattività
ReCl6 è un composto stabile se mantenuto in atmosfera di cloro o di azoto. In presenza anche solo di tracce di ossigeno per riscaldamento si forma ReOCl4, mentre se il riscaldamento viene effettuato in atmosfera di ossigeno si forma ReO3Cl.
ReCl6 in acqua dà idrolisi e disproporziona formando ReO2 e ioni perrenato ReO4–.

## Tossicità / indicazioni di sicurezza
Non esistono notizie riguardo alla pericolosità di questo composto. 